# Monterotondo Marittimo
Monterotondo Marittimo ist eine italienische Gemeinde mit 1278 Einwohnern (Stand 31. Dezember 2023) in der Provinz Grosseto in der Region Toskana. 

## Geografie

Lage der Gemeinde Monterotondo Marittimo in der Provinz Grosseto

Die Gemeinde erstreckt sich über rund 103 km². Sie liegt etwa 45 km nordwestlich der Provinzhaupt Grosseto und 80 km südwestlich der Regionalhauptstadt Florenz in den Colline Metallifere und im Corniatal (Val di Cornia). Monterotondo Marittimo befindet sich in der klimatischen Einordnung italienischer Gemeinden in der Zone E, 2 270 GG. Durch das Ortsgebiet fließt der Fluss Cornia (9 von 49 km im Gemeindegebiet) und der Torrente Milia (12 von 20 km im Gemeindegebiet).
Zu den Ortsteilen zählen Frassine (168 m s.l.m., ca. 30 Einwohner) und Lago Boracifero (208 m s.l.m., ca. 50 Einwohner). Der Hauptort selbst hat ca. 800 Einwohner.
Die Nachbargemeinden sind Castelnuovo di Val di Cecina (PI), Massa Marittima, Monteverdi Marittimo (PI), Montieri, Pomarance (PI) und Suvereto (LI).

## Geschichte
Der Ort entstand im Mittelalter als Teil der Abtei von Monteverdi Marittimo und wurde erstmals am 30. Dezember 1128 als Mons Ritundus erwähnt. Zu dieser Zeit stand der Ort unter der Kontrolle der Familie Alberti, die am Anfang des 13. Jahrhunderts Verträge mit Massa Marittima und Volterra aushandelte. Ab 1262 herrschte Massa Marittima durch den Ankauf beider Ortshälften über den Ort, der sich 1331 an der Seite Pisas gegen Siena stellte, den Krieg verlor und Teile der Burg einbüßte. Zwei Jahre später unterstand der Ort wieder der Gemeinde Massa Marittima, der ihn nach seiner Niederlage gegen die Republik Siena an dieselbige abgab. Nach der Niederlage der Seneser Republik 1555 gegen die Republik Florenz fiel der Ort dem Herzogtum Toskana zu. Monterotondo Marittimo unterstellte sich dabei den Herren aus Florenz am 7. Dezember 1554.
Monterotondo Marittimo war am 19. August 1970 das Epizentrum eines Erdbebens der Stärke 5 auf der Richterskala (Grad 6 der Mercalliskala), welches die Colle Metallifere erschütterte.

## Sehenswürdigkeiten

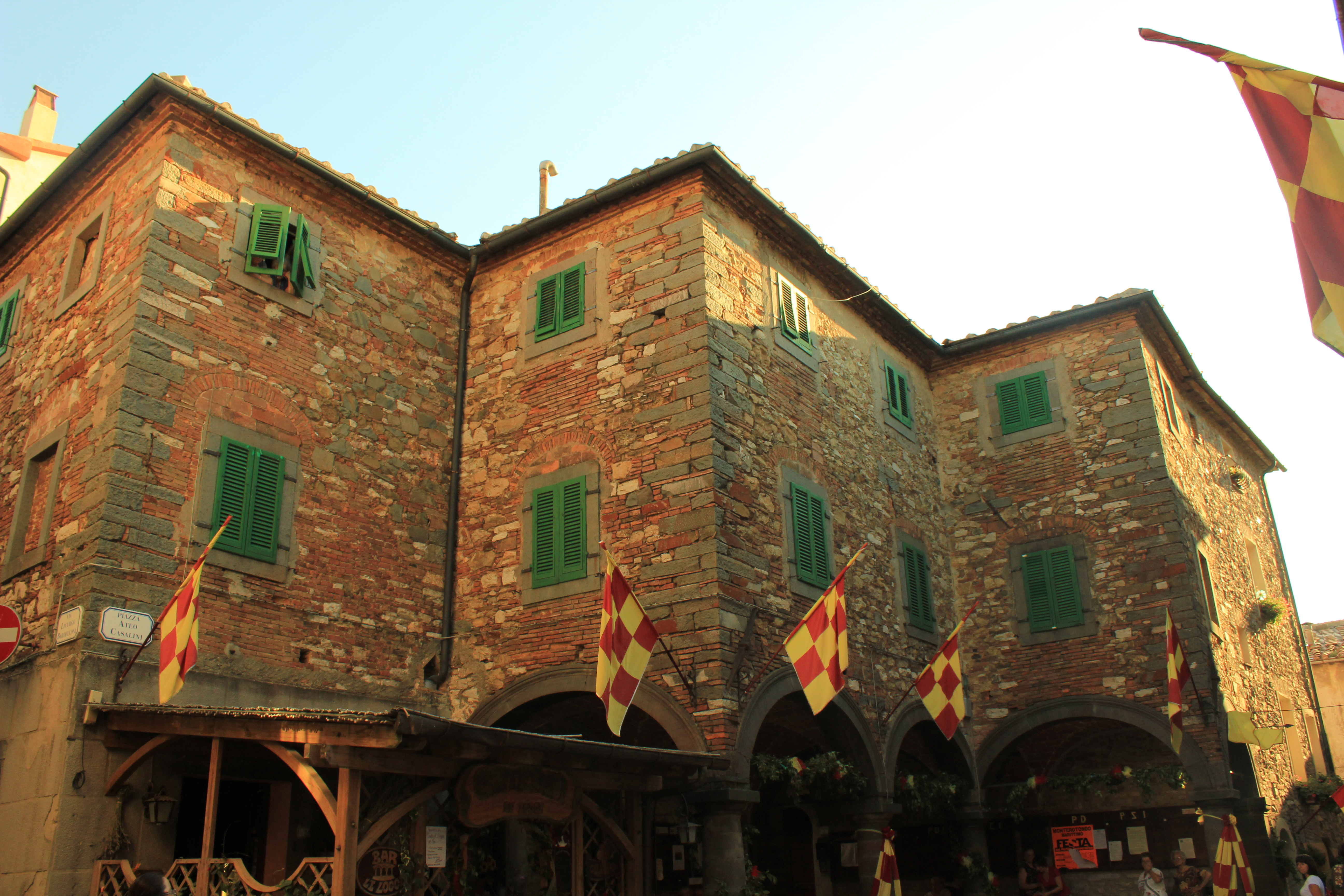
Palazzo delle Logge

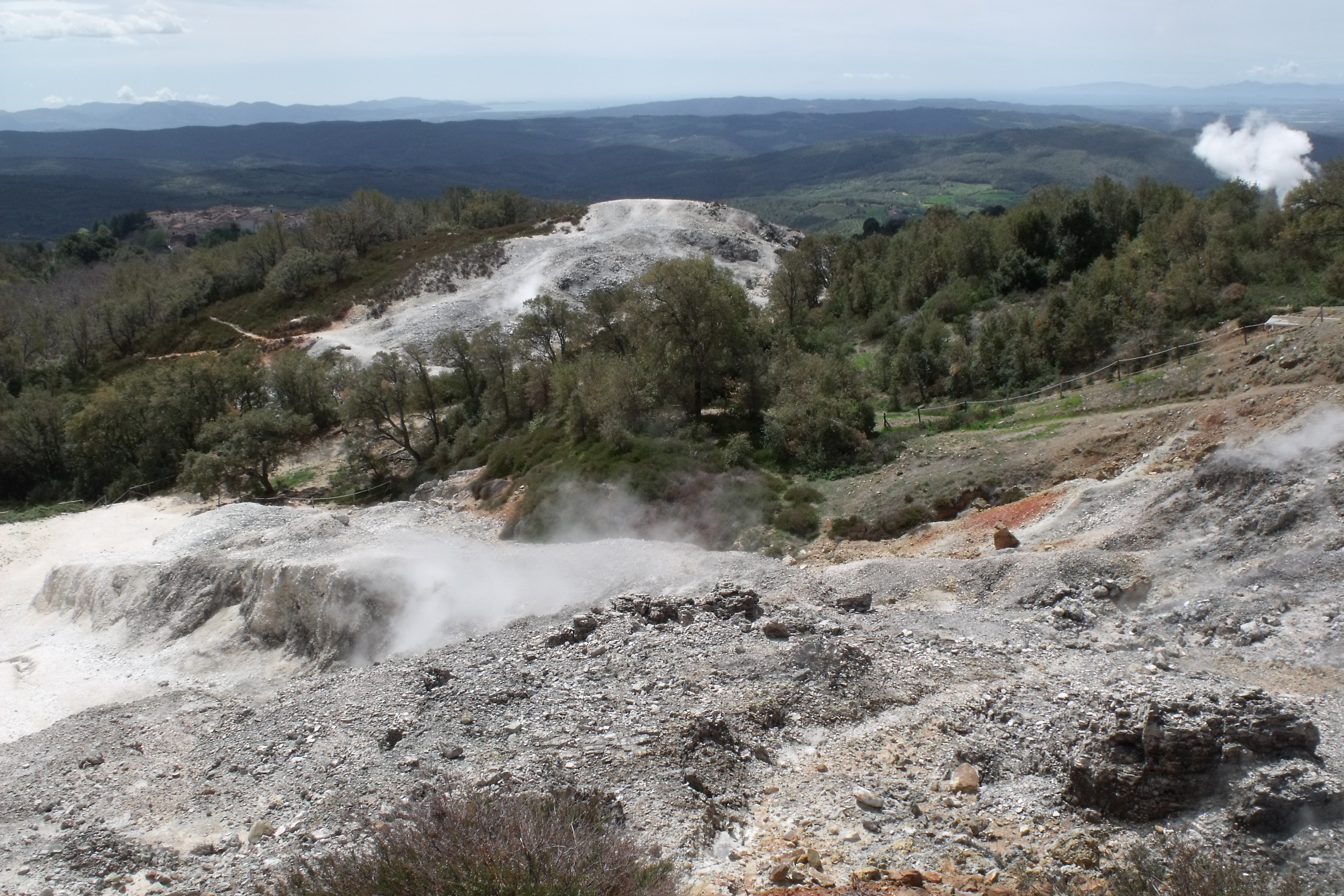
Biancane und Fumarole im Parco naturalistico delle Biancane

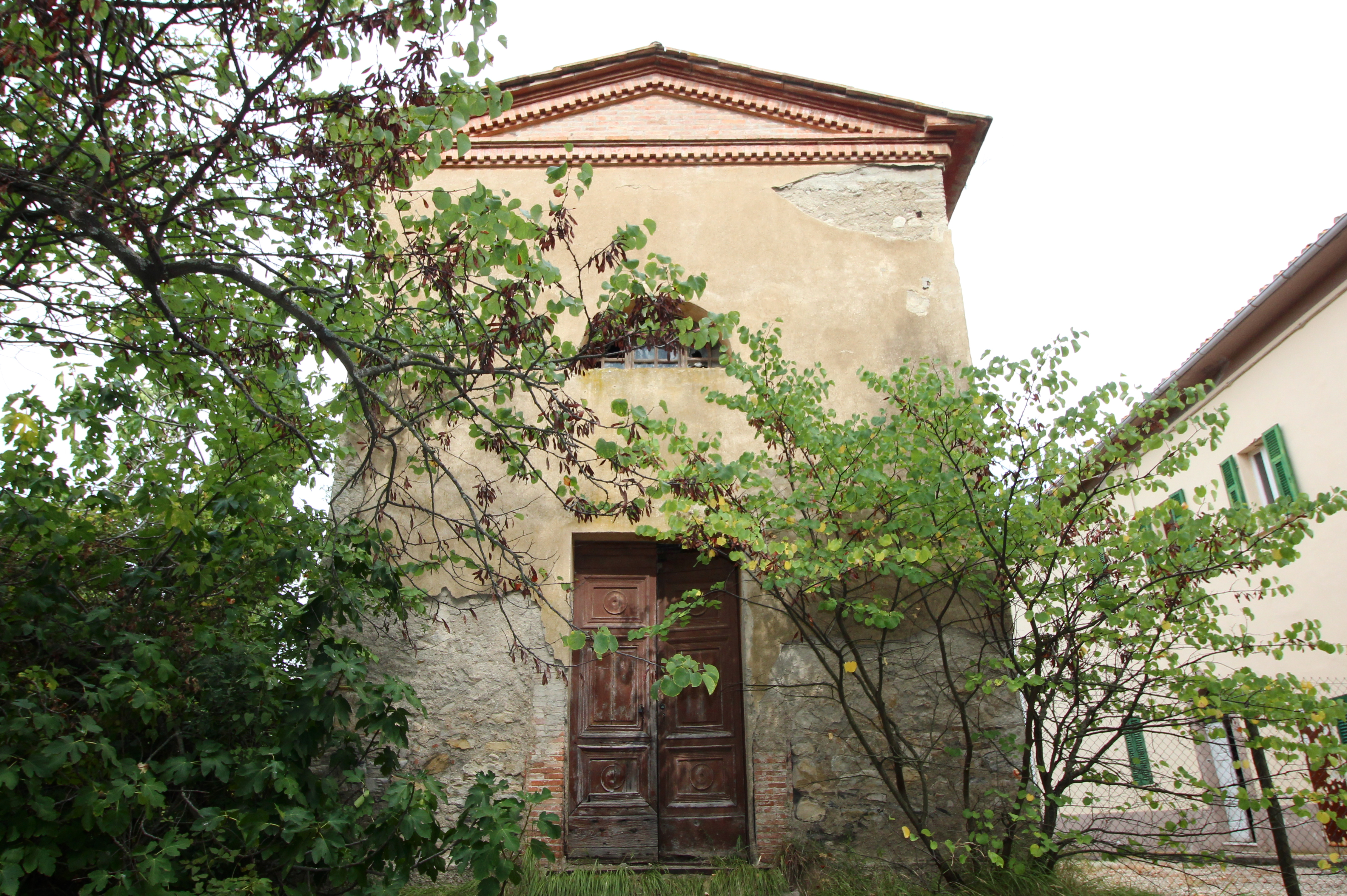
Madonna di Montenero nahe dem Ortsteil Lago Boracifero

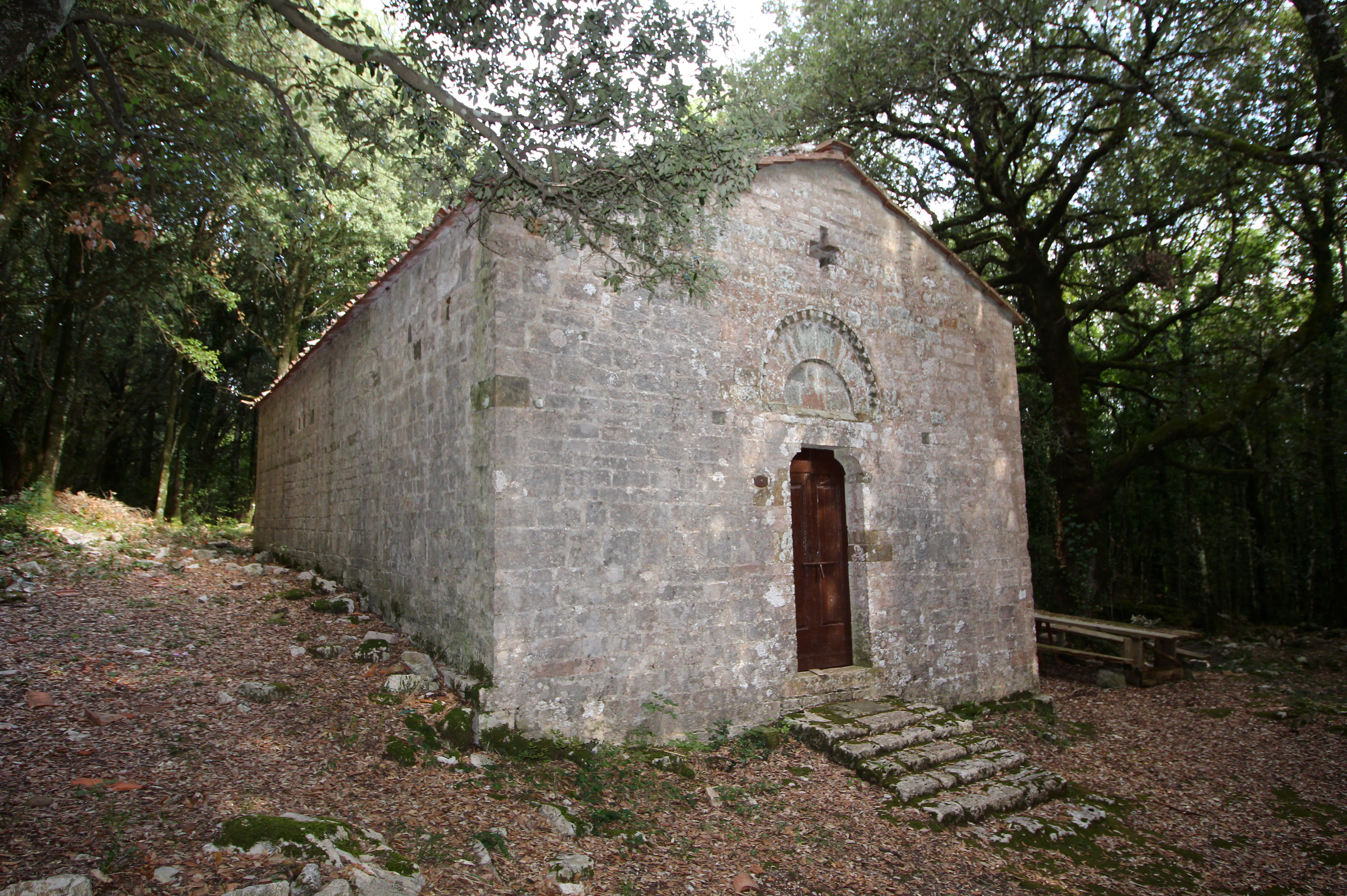
Santa Croce am Monte Santa Croce

- Palazzo comunale (früher Palazzo della Giustizia), Rathaus aus dem frühen 16. Jahrhundert im Ortskern, das 1578 erwähnt wurde. Der Uhrturm stammt aus dem Jahr 1613.[8]
- Palazzo delle Logge, historisches Gebäude im Ortskern, das 1578 dokumentiert wurde.[8]
- Chiesa di San Lorenzo, Hauptkirche im Ortskern, die wahrscheinlich im 15./16. Jahrhundert restauriert wurde und ältere Ursprünge hat. Enthält das Werk Madonna col Bambino in trono e angeli des sogenannten Maestro di Monterotondo Marittimo (auch Maestro di Pomerance).[9]
- Cassero, auch Castello oder Rocca degli Alberti genannt, Ruine einer Befestigungsanlage im Ortskern. Entstand im 12. Jahrhundert und befand sich 1164 im Besitz der Grafen Conti Alberti da Prato. Nach der Zerstörung durch Seneser Truppen wurde die Rocca 1399 von Barna di Torino wieder aufgebaut[7] und unter der Herrschaft von Siena 1552 von Bartolomeo Neroni (Il Riccio) restauriert.[6]
- Porta alla Torre, heute noch vorhandenes Wehrtor der Befestigungsanlagen. Das zweite Wehrtor, Porta all’Olmo, existiert heute nicht mehr.[8]
- Parco naturalistico delle Biancane, Naturpark mit Fumarolen.[10]
- Castello di Cugnano, Burgruine ca. 2 km südöstlich vom Hauptort, die ab dem 13. Jahrhundert als Besitz der Aldobrandeschi dokumentiert ist.[11]
- Castiglion Bernardi, Burgruine, die bereits 770 erwähnt wurde. Wurde im 14. Jahrhundert von Pisa zerstört.[11]
- Rocchetta dei Pannocchieschi, liegt ca. 3 km südöstlich vom Hauptort, Burgruine der Seneser Familie Pannocchieschi aus dem 13. Jahrhundert.[11]
- Lago Boracifero, geothermische Anlagen mit natürlichem Geysir nahe dem gleichnamigen Ortsteil.
- Oratorio della Madonna di Montenero, Oratorium nahe der Fattoria del Lage nahe dem Ortsteil Lago Boracifero. Entstand 1853 auf Initiative von François Jacques de Larderel.[9]
- Santuario della Madonna del Frassine, Sanktuarium im Ortsteil Frassine, das im 17. und 18. Jahrhundert vergrößert und 1934 restauriert wurde.[9]
- Santa Croce, Kirche am Berg Monte Santa Croce, die wahrscheinlich aus dem 13. Jahrhundert stammt und früher eine Einsiedelei (Eremo) des Augustinerordens war.[9]

## Persönlichkeiten
- Renato Fucini (1843–1921), Schriftsteller